# Duokiškis
Duokiškis is een plaats in het Litouwse district Panevėžys. De plaats telt 248 inwoners (2001).